# 9 × 39 mm
Die 9 × 39 mm ist eine sowjetische Unterschall-Mittelpatrone, die in schallgedämpften Spezialwaffen wie dem Wintores-Scharfschützengewehr, dem Sturmgewehr AS Wal oder der OZ-14 Grosa verwendet wird. Das Geschoss ist im Verhältnis zum Durchmesser sehr lang, weshalb trotz der Geschossgeschwindigkeit unterhalb der Schallmauer eine vergleichsweise hohe Durchschlagsleistung und gestreckte Flugbahn erreicht wird.

## Entwicklung
Die Patrone wurde aus der 7,62×39-mm-Patrone M43 entwickelt. Dazu wurde die Hülse der M43 auf 9 mm aufgeweitet, die übrigen Dimensionen blieben unverändert. Die Geschosse sind Neuentwicklungen.

## Eigenschaften
Die Patrone wurde gezielt auf Unterschallgeschwindigkeit des Projektils hin entwickelt, um den Überschallknall zu vermeiden. Der verbleibende Mündungsknall lässt sich mit einem Schalldämpfer stark vermindern.

## Typen

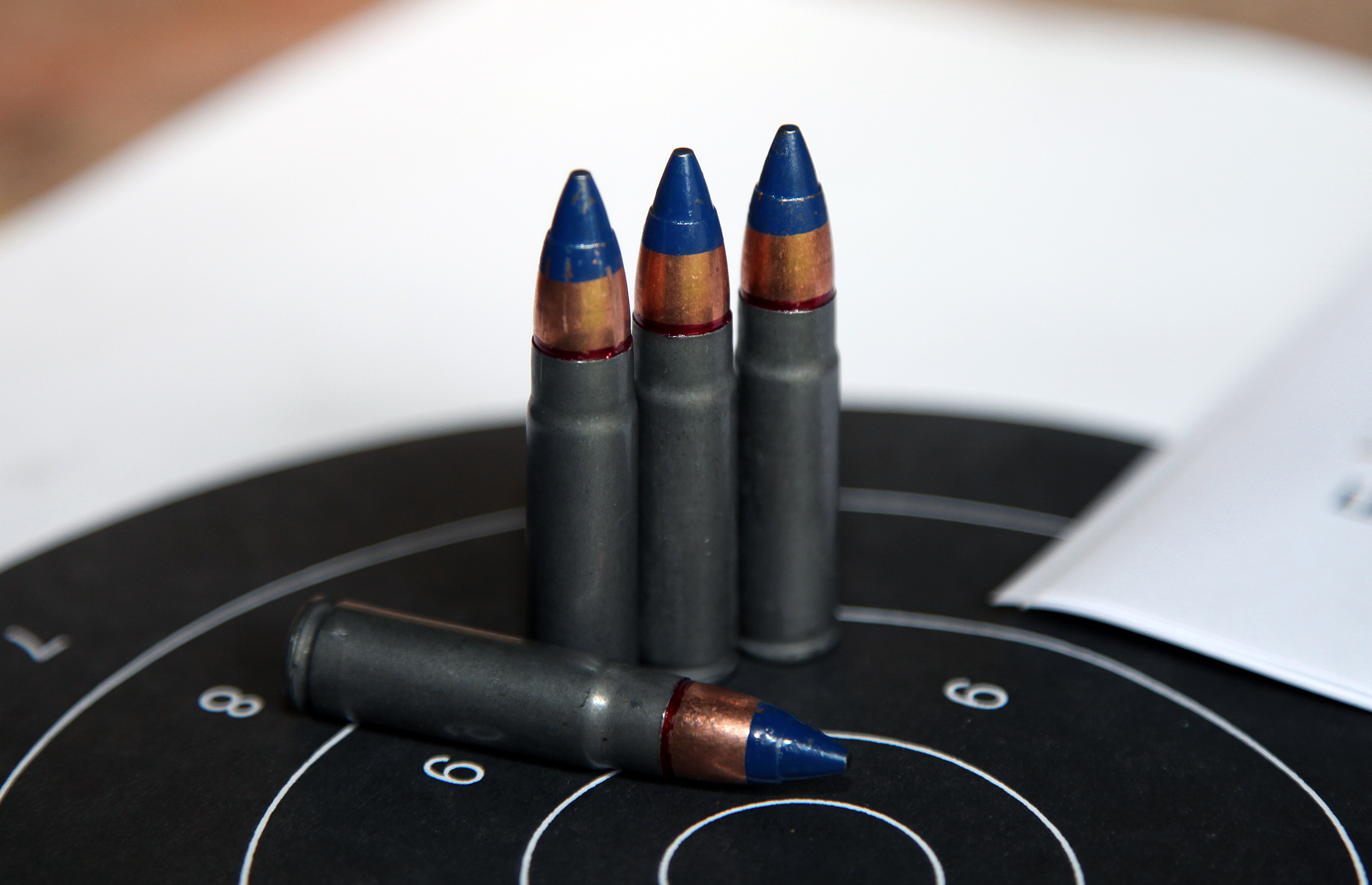
7N9-Munition

- SP-5 (GRAU-Index 7N8, russisch СП-5): Spezialnij Patron, „Spezialpatrone“. Präzisionsmunition mit Bleikern-Vollmantelgeschoß.
- SP-5US (russisch СП5-УЗ): Versuchsvariante der SP-5 mit verstärkter Ladung.
- SP-6 (GRAU-Index 7N9, russisch СП-6): Panzerbrechende Patrone mit Stahlkern. Durchschlagsleistung 6 mm Stahl oder 2,8 mm Titan bzw. 30 Lagen Kevlar auf 200 Meter.
- SP-6U (russisch СП-6УЧ): Trainingsvariante mit den ballistischen Eigenschaften der SP-6.
- PAB-9 (GRAU-Index 7N12, russisch ПАБ-9): Vereinfachte kostengünstige Variante der SP-6, die aufgrund der damit verbundenen Nachteile wie verringerte Präzision und erhöhter Rohrverschleiß nicht mehr produziert wird.
- SPP (russisch СПП): Präzisionsmunition mit erhöhter Durchschlagsleistung.
- BP (russisch БП): Panzerbrechende Patrone.